# Ritratto d'uomo (Antonello da Messina Londra)
Ritratto d'uomo è un dipinto olio su tavola (25,5x35,5 cm) di Antonello da Messina, datato 1475-1476 circa e conservato nella National Gallery di Londra. È noto anche per essere stato il soggetto della quarta serie della banconota da 5.000 lire italiane, stampata dal 1979 al 1983.

## Descrizione e stile
L'opera ritrae un uomo sconosciuto, di ceto medio-alto a giudicare dall'abbigliamento. La giubba in panno lascia intravedere la camicia bianca, mentre in testa l'uomo ha una berretta rossa di panno.
La posa è di tre quarti contrariamente alla tradizione dell'epoca (come nel caso di Piero della Francesca nel suo Dittico dei Duchi d'Urbino degli Uffizi, uno degli esempi più noti), lo sfondo scuro e la rappresentazione essenziale derivano dai modelli fiamminghi, in particolare di Petrus Christus che forse Antonello conobbe direttamente in Italia.
La luce è radente ed illumina il volto come se si affacciasse da una nicchia, facendo emergere gradualmente i lineamenti e le sensazioni del personaggio. Lo sguardo acuto e penetrante, rivolto verso l'osservatore, mostra una personalità viva. L'uso dei colori a olio permette un'acuta definizione della luce, con morbidissimi passaggi tonali, che riescono a restituire la diversa consistenza dei materiali.
A differenza delle opere fiamminghe però Antonello definì anche una salda impostazione volumetrica della figura, con semplificazioni dello stile "epidermico" dei fiamminghi che permette di concentrarsi su altri aspetti, quali il dato fisiognomico individuale e la componente psicologica.
Un'analisi a raggi X ha rivelato che gli occhi erano in origine orientati diversamente. Forse originariamente esisteva un parapetto dipinto da cui il personaggio si affacciava, poi tagliato via in epoca imprecisata. Alcuni hanno anche ipotizzato che l'opera possa essere un autoritratto.